# Lajos Szántay
Lajos Szántay (n. 20 februarie 1872, Arad – d. 8 martie 1961, Arad) a fost un arhitect arădean.

## Biografie
S-a născut la Arad, în 20 februarie 1872, în familia reformată a dulgherului Lajos și al soției acestuia, Terezia. A urmat cursurile Școlii Elementare și ale Gimnaziului Maghiar din Arad, apoi ale liceului din Budapesta, iar între 1 octombrie 1890 și 16 martie 1895 a urmat studiile de arhitectură ale  Politehnicii din Zürich. În perioada 1 octombrie 1895 - 1 octombrie 1896 a efectuat stagiul militar la Arad. În anul 1897 s-a aflat la Budapesta, ca maistru constructor al Catedralei Carmeliților. A lucrat la maestrul conductor Géza Majorossy din Budapesta, între 1 aprilie 1897 și 20 mai 1900, și în biroul de proiectări al profesorului arhitect Anton Hofhauser din Budapesta, între 1 iunie 1900 și 1 noiembrie 1901.
La 2 noiembrie 1902, în urma morții mamei sale, s-a întors definitiv la Arad și a deschis o firmă de proiectare pe actuala stradă Ioan Russu Șirianu, la vremea respectivă la nr. 1 și și-a pus în practică acumulările teoretice pe șantierele unor antreprenori arădeni, dintre care se evidențiază Jirásek Lajos, colaborator al arhitectului Miklós Ybl. Printre lucrările sale cele mai importante sunt Biserica Roșie (1904 – 1906),  Sediul Băncii Arad Cenad, azi Palatul Băncii Naționale (1909), Palatul Szántay (1905 – 1912),  Palatul Lloyd (1910 – 1911), Palatul Cultural (1911 – 1913), Palatul Bohuș (1911 – 1913). Întreaga sa activitate a totalizat 72 de lucrări terminate și încă o serie de lucrări care au rămas în fază de proiect.
Există opinia că Gara Arad (1910) și Palatul Kohn (1906) ar fi fost opere ale lui Lajos Szántay, dar acesta nu le menționează în documentațiile pentru activitatea desfășurată redactate în 29 iulie 1957 și respectiv 20 august 1960, aflate în dosarul său din Arhiva Uniunii Arhitecților din România, fond Pensii de merit. (clădirea actuală a gării Arad a fost construită de fapt după planurile arhitectului Ferenc Pfaff).
„Chiar dacă nu ar fi realizat nimic altceva în afară de Palatul Cultural, numele lui ar fi figurat în istoria orașului.”
În anul 1920 nu i se recunoștea oficial calitatea de arhitect, dar autoritățile Aradului i-au permis timp de 13 ani să profeseze fără atestat profesional pe care l-a primit prin Decret Regal doar la  7 iulie 1933.
A fost membru al mai multor societăți și comisii, printre care Societatea Maghiară de artă decorativă din Budapesta, Societatea Culturală Kölcsey și Societatea Filarmonică din Arad, Confederația Constructorilor din Arad pentru antamarea conflictelor, Comisia de arhitectură, urbanism și parcuri din cadrul Ordinului Arhitecților din Arad, Comitetul pentru calamități naturale, Institutul Cultural Liber Regesc Arad ș.a.
S-a căsătorit în anul 1907 și a avut două fiice. Lajos Szántay a fost, de asemenea, un excelent violonist și a cântat timp de peste treizeci de ani, în orchestra Filarmonicii Aradului.
A murit la 8 martie 1961 în Arad, într-o mizerie cumplită, urmare a anilor tulburi ce au urmat celui de-al doilea război mondial, trăind drama comună elitelor naționale impusă de regimul comunist.

## Realizări

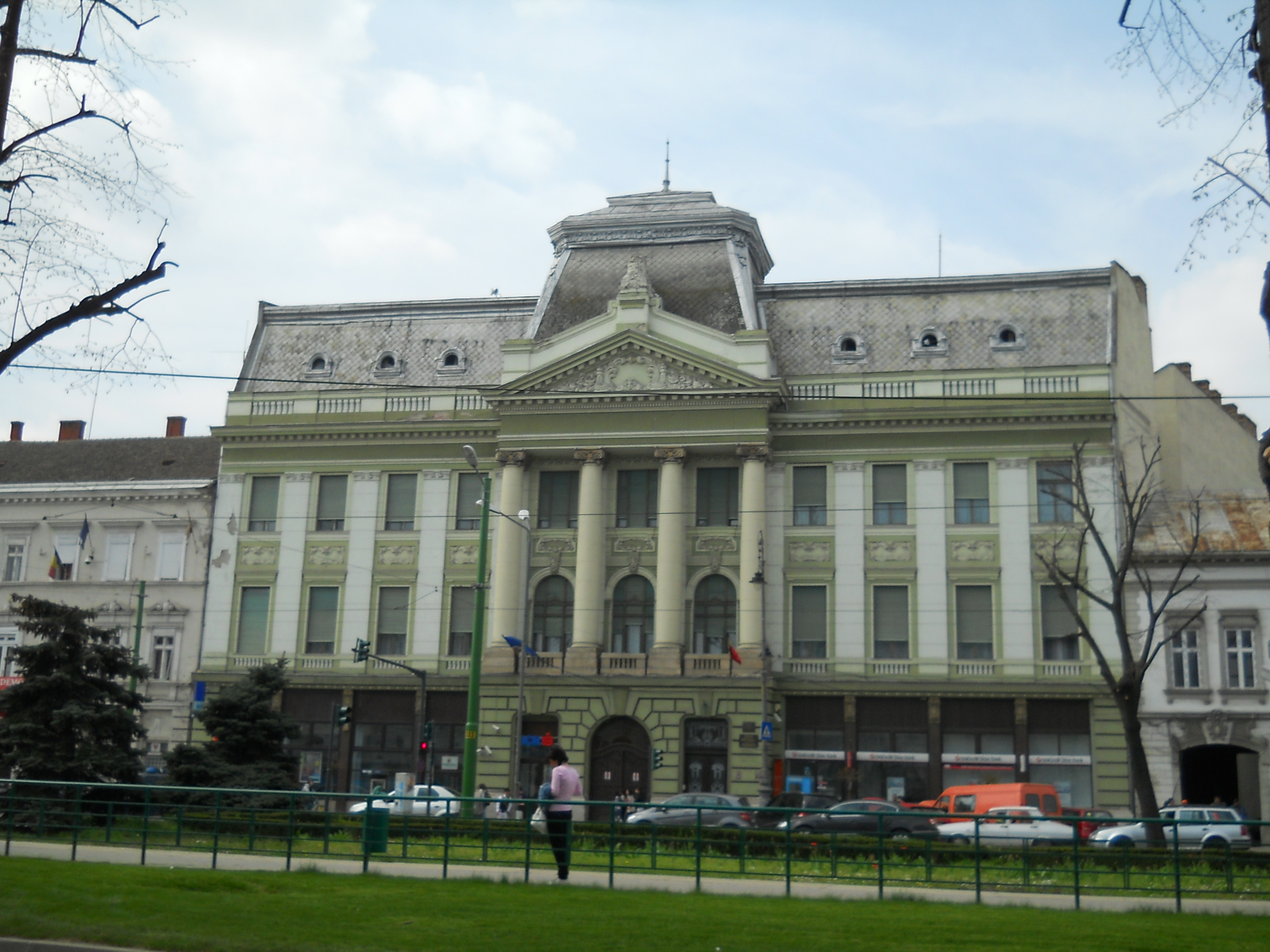
Palatul Băncii Naționale
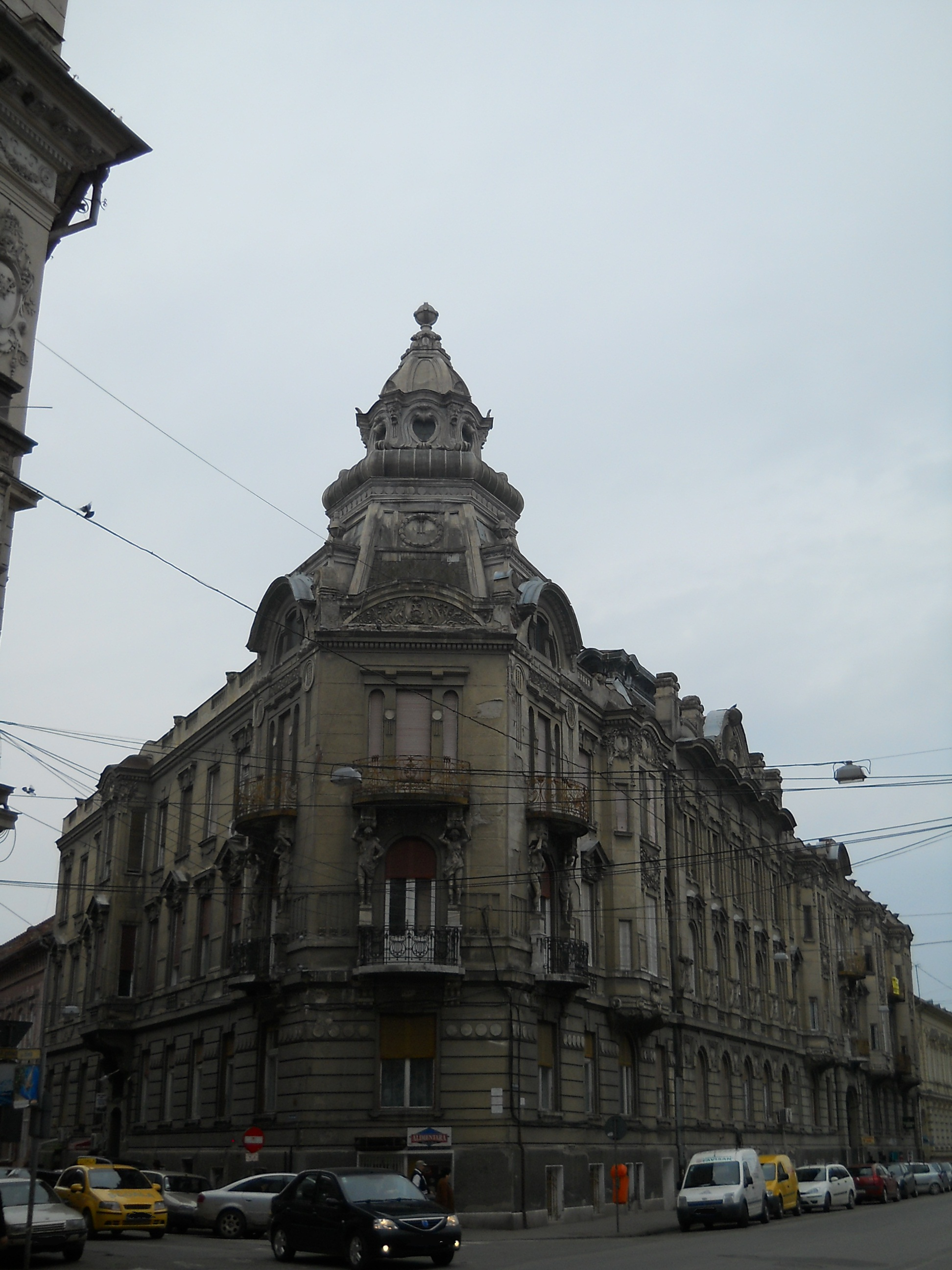
Palatul Szántay
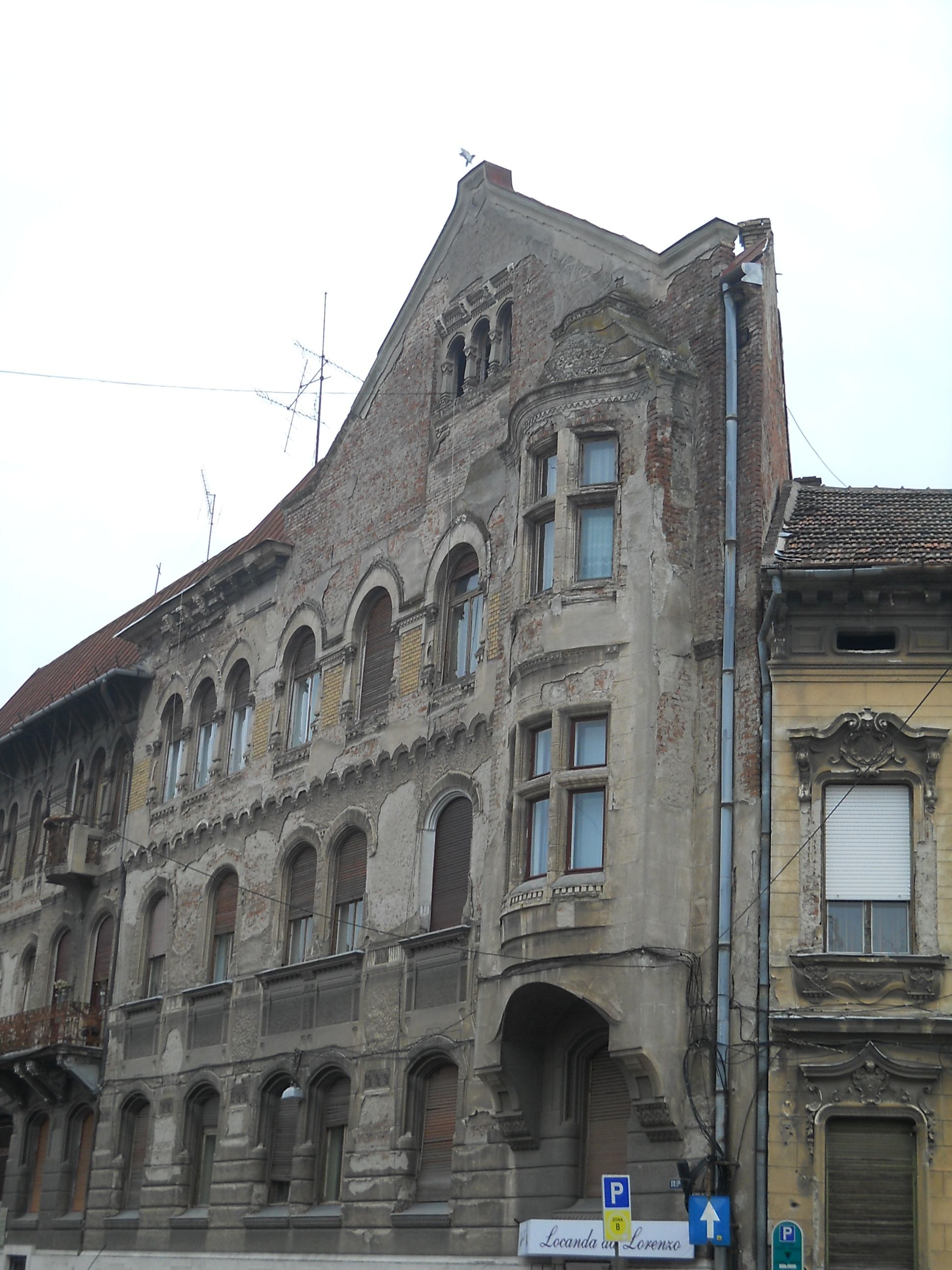
Palatul Kohn
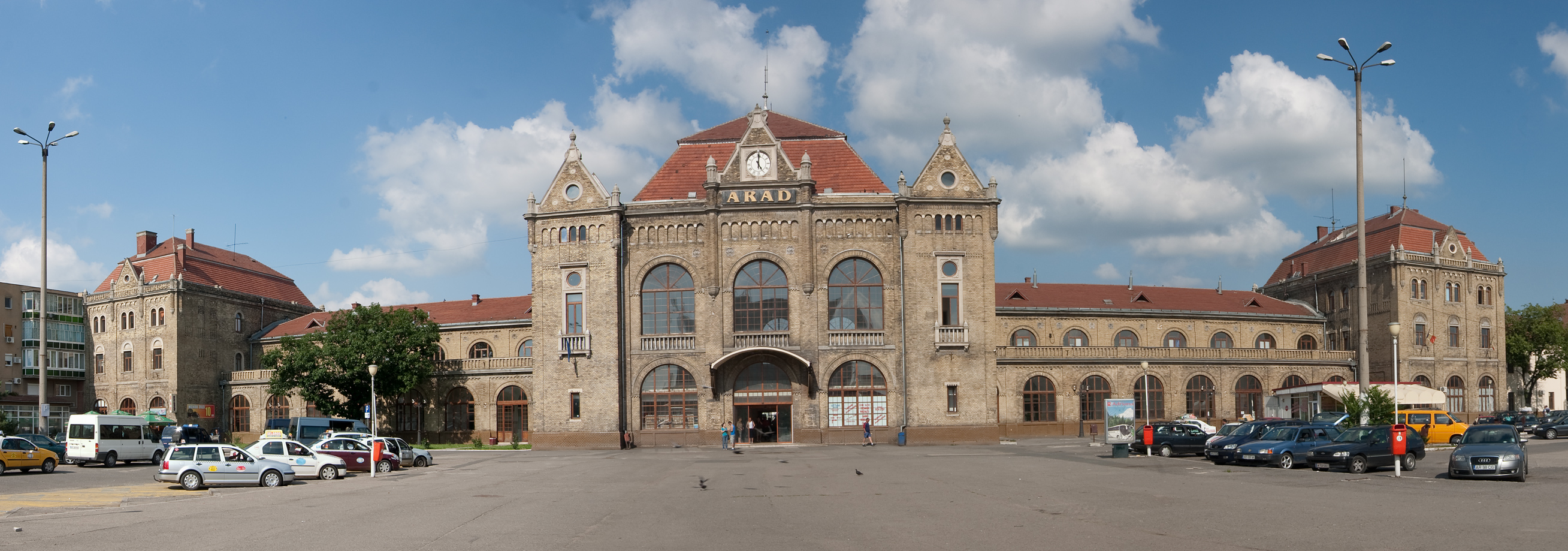
Gara
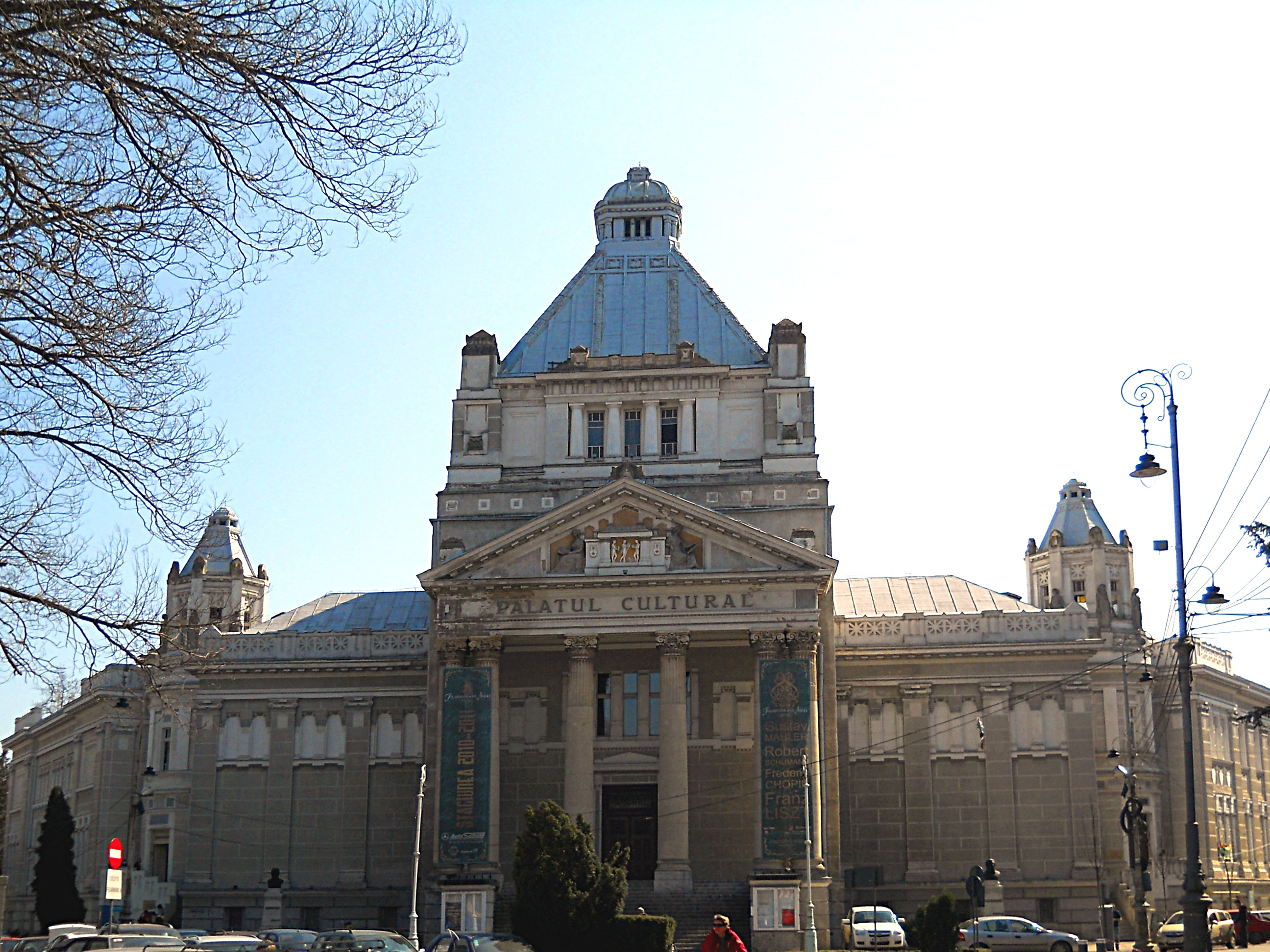
Palatul Cultural
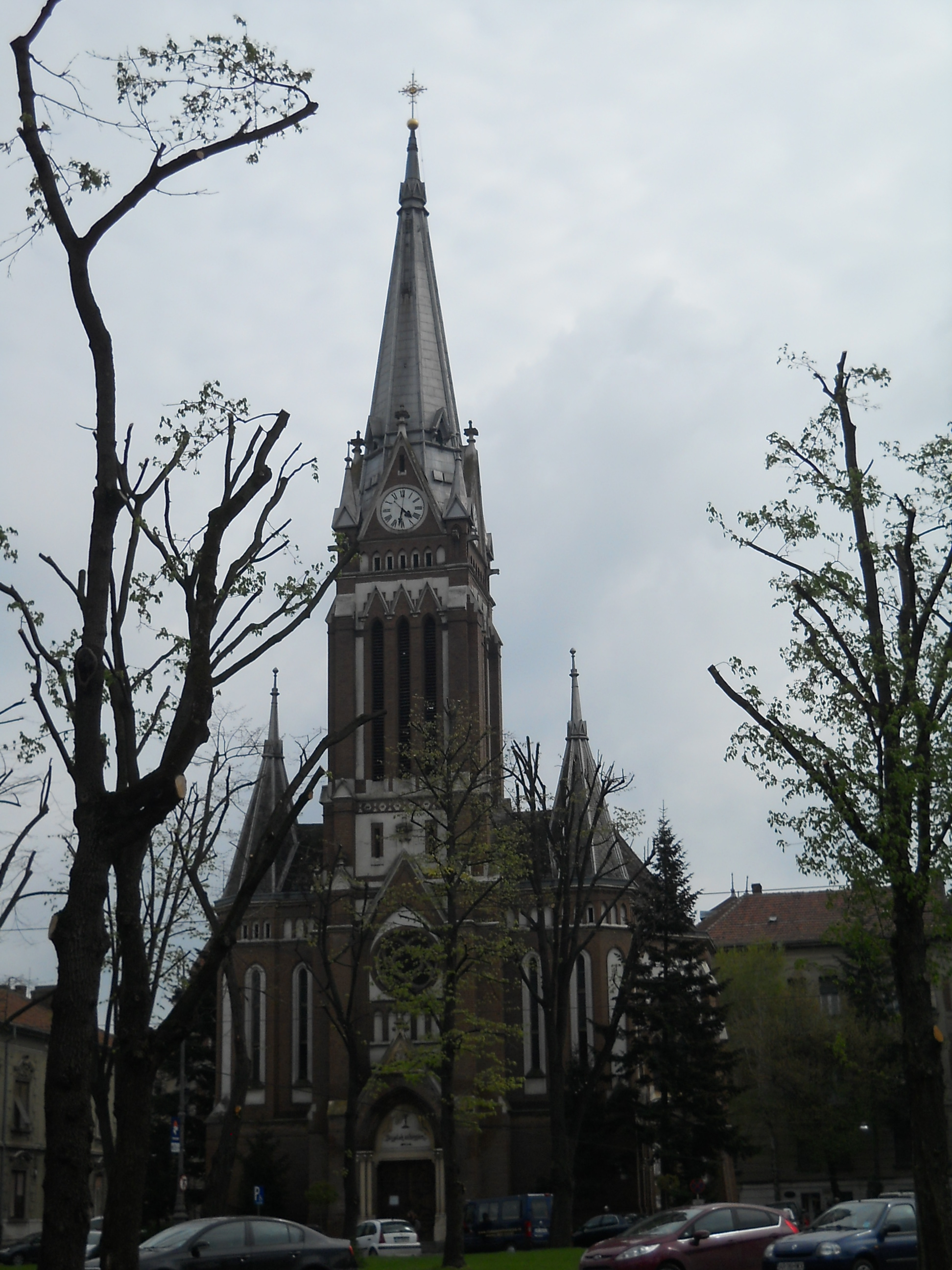
Biserica Roșie
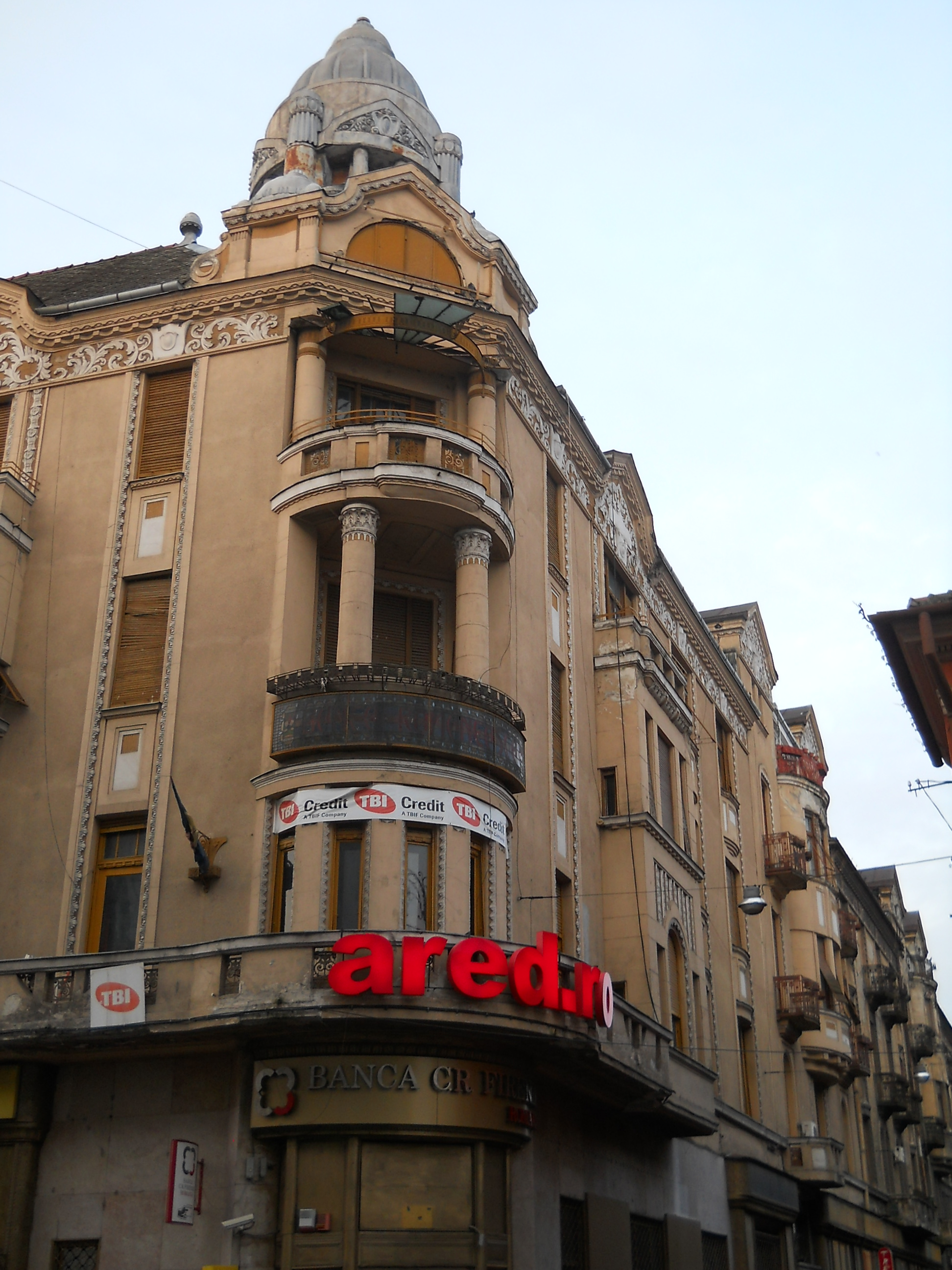
Palatul Bohus
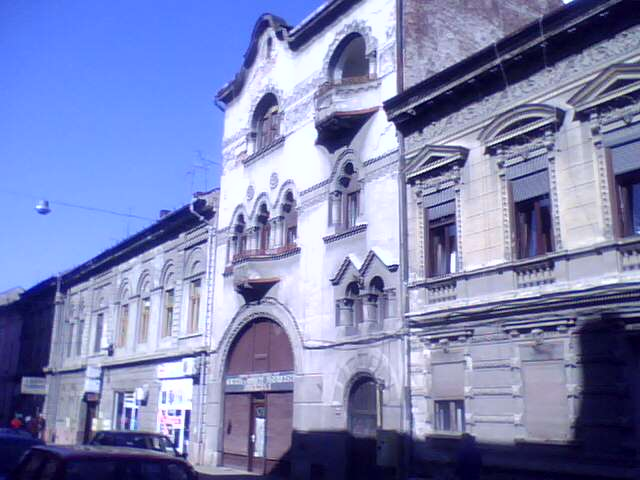
Palatul Diecezanei
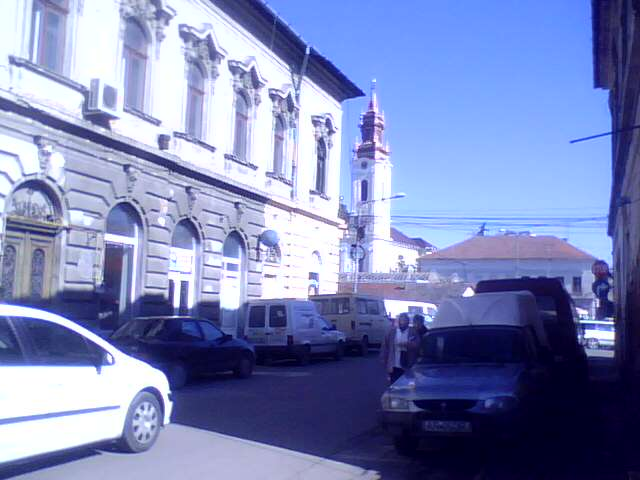
Atelierul și locuința arhitectului Ludovic Szántay din Str. Șirianu nr.2 (Vedere spre Catedrala ortodoxă veche)
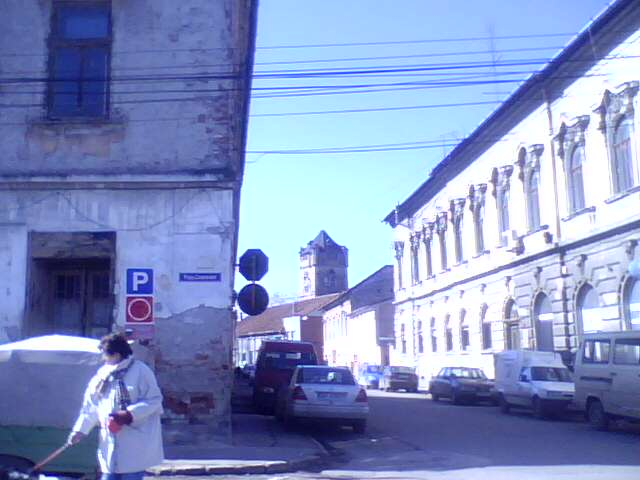
Atelierul și locuința arhitectului Ludovic Szántay din Str. Șirianu nr.2 (Vedere spre Turnul de apă)